# Transferable Loan Facilities
Transferable Loan Facilities (deutsch „übertragbare Kredite“) ist im Bankwesen der Anglizismus für Kredite, die vom Kreditgeber durch entsprechende Gestaltung des Kreditvertrags von diesem Kreditgeber an einen anderen Kreditgeber übertragen werden können.

## Allgemeines
Kreditforderungen sind im Regelfall dazu bestimmt, als Bestandteil des Anlagebuchs eines Kreditinstituts vom Zeitpunkt der Krediteinräumung bis zur Kreditrückzahlung im Bestand gehalten zu werden (in der Bankbilanz: Kategorie „held to maturity“, „im Bestand bis zur Fälligkeit“). Hierbei haben die Kreditinstitute die feste Absicht und Fähigkeit (IAS 39.9), die Kredite bis zur Fälligkeit im Bestand zu halten. Das wird durch den Umstand untermauert, dass Kreditforderungen naturgemäß nicht so fungibel sind wie die in Anleihen verbrieften Forderungen.
Es kann jedoch für Kreditinstitute eine Situation eintreten, in der eine höhere Fungibilität von Krediten wünschenswert erscheint. Hat sich etwa das Kreditrisiko im Kreditportfolio durch Klumpenrisiken oder Granularität verschlechtert oder bestimmte Kredite sind ausfallgefährdet (notleidende Kredite) oder die Bankbilanz soll zum Zwecke der Verbesserung der Kernkapitalquote entlastet werden, so kann ein Kredithandel nur stattfinden, wenn die betroffenen Kredite übertragbar sind. Transferable Loan Facilities entstanden im August 1984 bei einer Umstrukturierung eines Eurokredits an die irische „Telecom Éireann“ und stellten eine Weiterentwicklung im Bereich des syndizierten Eurokredits dar. Bis zu jener Zeit konnte ohne eine entsprechende Vertragsgestaltung („Abtretungsklausel“) ein Konsorte sein Risiko nur durch Unterbeteiligung (englisch „Sub-participation“) Dritter verringern.

## Arten
Transferable Loan Facilities sind ausdrücklich übertragbar gestaltete Kredite, die am Markt in zwei Arten auftreten. Während Transferable Loan Instruments (TLI) den Charakter eines Wertpapiers aufweisen, können die Ansprüche der Bank aus Transferable Loan Certificates (TLC) nur aus dem Kreditvertrag heraus geltend gemacht werden. Das geschieht durch eine Umwandlung des Schuldverhältnisses im Rahmen der Novation.

## Rechtsfragen
Vor 1984 sahen Kreditverträge meist keine Übertragbarkeit von Krediten vor, weil die Banken die Absicht verfolgten, die gewährten Kredite bis zur endgültigen Tilgung im eigenen Bestand zu halten. Stand dann doch eine Übertragung von Krediten an, traf dies auf Hindernisse. Die Schwierigkeiten der Übertragung der Rechte und Pflichten einer Bank aus dem Darlehensvertrag durch Unterbeteiligung, Abtretung und Novation hatten zu der Überlegung geführt, die Verkaufsfähigkeit von Krediten bereits von Anfang an in den (Konsortial-)Kreditvertrag einzubauen. Heute enthalten die Kreditverträge meistens eine Klausel, durch die eine Übertragbarkeit ausdrücklich zulässig ist. Dabei handelt es sich um die Abtretungsklausel (englisch Transfer Clause oder englisch Assignment Clause), die einen Bestandteil der Muster-Kreditverträge der Loan Market Association (LMA) darstellt. Sie ermöglicht dem Konsorten die Übertragung des Kredits im Wege der Abtretung (englisch Transfer oder englisch Assignment) auf einen neuen Gläubiger, der in alle Rechte und Pflichten anstelle des alten Gläubigers eintritt. Die Abtretungsklausel kann dahingehend gestaltet werden, dass der Konsortialführer und/oder der Kreditnehmer einer Abtretung zustimmen müssen.
Das internationale Privatrecht oder das Common Law gestatten Abtretungsklauseln ohne jede Einschränkung. Gilt deutsches Recht, müssen die verwendeten Klauseln der Kreditinstitute den Bestimmungen des Risikobegrenzungsgesetzes vom Juni 2008 entsprechen (siehe Kredithandel). Im Kreditvertrag, insbesondere bei Konsortialkrediten wird ausdrücklich vereinbart, dass ein Verkauf der Forderung möglich oder vorgesehen ist. Beim TLI geschieht die Übertragung durch einfache Abtretung, beim TLC erfolgt die Übertragung der Gläubigerrechte durch Novation. Der Käufer einer solchen Kreditforderung erwirbt durch die Abtretungsklausel unmittelbare Rechte und Pflichten gegenüber dem Kreditnehmer aus dem Kreditvertrag, während der Verkäufer nach Übertragung nicht mehr beteiligt ist.

## Zweck
Abtretungsklauseln sind die entscheidende formelle Voraussetzung für den Kredithandel. Die Klauseln flexibilisieren das Kreditportfolio einer Bank, weil sie die Übertragung eines Kredits oder mehrerer Kredite („Kreditpakete“) an andere Gläubiger ermöglichen. Dies kann notwendig werden, um über den Zeitablauf eingetretene Risikoerhöhungen wieder auszugleichen. Das Risiko erhöht sich nicht nur durch eine sich verschlechternde wirtschaftliche Lage von Kreditnehmern („Ratingmigration“), sondern auch durch verschlechterte Klumpenrisiken und Granularität. Auch eine bloße Verbesserung der Kernkapitalquote kann Grund für den Verkauf von Krediten darstellen, ohne dass es zu einer Risikoerhöhung gekommen sein muss. Transferable Loan Facilities gehören zur Verbriefung, können jedoch einen negativen Effekt auf das Relationship Banking ausüben.